# Carybdea branchi
Sứa hộp Nam Phi, tên khoa học Carybdea branchi, là một loài có độc của Cnidaria, trong họ nhỏ Carybdeidae trong lớp Cubozoa.

## Mô tả
Loài sứa hộp nhỏ này lớn đến 7 cm và có xúc tu lên đến 2m trong tổng chiều dài. Nó có hình chuông hộp trong suốt với một tua rất dài đuôi từ mỗi góc.

## Phân bố
Sứa này được tìm thấy từ phía bắc Namibia và xung quanh bờ biển Nam Phi tới Port Elizabeth từ bề mặt tới ít nhất là 35m dưới nước.